# Henri Guichon
Pour les articles homonymes, voir Guichon.
Henri Guichon, né le 10 juin 1921 à Noyant-d'Allier (Allier) et mort le 10 août 2002 à Désertines (Allier), est un homme politique français.

## Biographie
Fils d'un mineur de Noyant d'Allier, sympathisant puis membre du parti communiste, Henri Guichon quitte l'école après son certificat d'études, à l'âge de treize ans, et devient ouvrier agricole à Meillard.
Il s'engage politiquement au moment du Front populaire, et rejoint, en 1936, les jeunesses communistes, puis adhère au PCF en 1940.
Arrêté en février 1942 pour avoir fourni des armes au maquis de Meillard, il est condamné à trois ans de prison pour activité communiste. De février 1942 à juin 1944, il est détenu au camp de Mauzac, en Dordogne, dont il est libéré par la résistance. Il rejoint alors la lutte armée dans les rangs de la résistance, jusqu'en novembre 1945.
Redevenu ouvrier agricole, il change cependant assez vite de métier, et travaille à partir de 1949 à l'usine Dunlop de Montluçon. Secrétaire de la section communiste de l'usine, par ailleurs membre du bureau fédéral de l'Allier du PCF, il est élu conseiller général de l'Allier, dans le canton de Montluçon-Ouest, en 1955. Il est ensuite constamment réélu, dès le premier tour, jusqu'en 1985.
Ses activités militantes lui valent d'être licencié de l'usine quelques semaines après son élection. Il trouve alors un emploi de maçon, dont il est aussi licencié. Il devient finalement permanent fédéral du PCF, en 1957.
Il ne conserve cependant cette fonction que deux ans et entre dans une période de chômage difficile, jusqu'à ce qu'il retrouve une fonction de permanent, au niveau national cette fois, au secteur des élus. Membre du bureau national de la fédération des élus républicain, secrétaire à l'organisation, il suit particulièrement les communes rurales. Lors de la création de l'association nationale des élus communistes et républicains, il entre au bureau national de cette organisation, qu'il préside au niveau départemental.
En 1968, il est suppléant du député sortant Henri Védrines, réélu. Conseiller municipal de Domérat en 1976, après la mort du maire Albert Poncet, il devient adjoint au maire, chargé des finances et de l'action sociale, auprès du maire communiste Jean Desgranges.
En 1979, il est élu président du conseil général de l'Allier, mais ne le reste que jusqu'aux élections suivantes, en 1982. Cette année là, gauche et droite ont le même nombre d'élus à l'assemblée départementale, et le candidat de droite emporte la présidence au bénéfice de l'âge.
En 1985, Henri Guichon décide de ne pas se représenter et de soutenir Jean Desgranges, qui lui succède dans le canton de Montluçon-Ouest. De même, il ne se représente pas aux municipales de 1989.
Après cette date, il s'investit principalement au sein de l'union nationale des retraités et personnes âgées, dont il préside la section départementale de l'Allier.

## Sources
- Ressource relative à la vie publique :   - Maitron
- Dictionnaire biographique du mouvement ouvrier, notice de Julian Mischi dans le Maitron en ligne